# 내 딸의 남자들 : 아빠가 보고 있다
《내 딸의 남자들 : 아빠가 보고 있다》는 대한민국의 E채널에서 방송된 예능 프로그램이다.

## 출연자

### 시즌 1
- 최양락
- 김태원
- 안지환
- 정성모

#### 진행자
- 신현준
- 이수근
- 박수아

### 시즌 2
- 김태원
- 장광
- 박정학
- 배동성

#### 진행자
- 신현준
- 이수근
- 김희철
- 박소진

### 시즌 3
- 장광
- 홍서범
- 이광기

#### 진행자
- 신현준
- 이수근
- 김희철
- 박소진

### 시즌 4
- 홍서범
- 송기윤
- 하재영
- 안정훈

#### 진행자
- 신현준
- 이수근
- 김희철
- 박소진